# St. Martin (Tussenhausen)

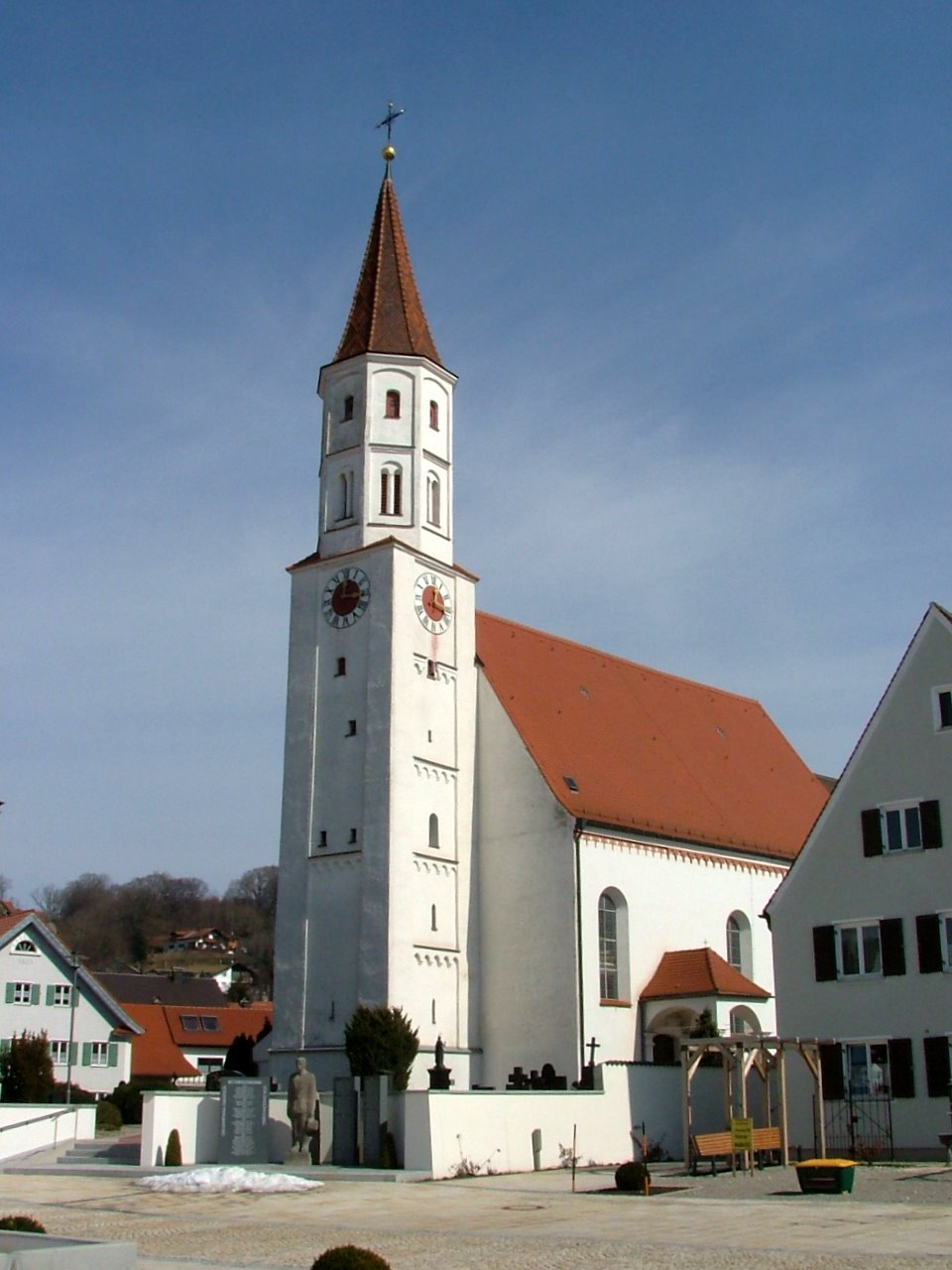
Kirche St. Martin in Tussenhausen

Die katholische Pfarrkirche St. Martin befindet sich in Tussenhausen im Landkreis Unterallgäu in Bayern. Die Kirche steht unter Denkmalschutz.

## Geschichte
Die ältesten Baubestandteile der Kirche sind die aus dem 14. Jahrhundert stammenden Untergeschosse des Kirchturmes. Die anderen Bauten der Kirche stammen aus dem 15. Jahrhundert und wurden später öfter umgestaltet. Das Oktogon des Kirchturmes mit Spitzhelm wurde in der ersten Hälfte des 17. Jahrhunderts errichtet.

## Baubeschreibung
Die Kirche besteht aus einem einschiffigen Langhaus mit flachem korbbogigem Tonnengewölbe aus dem Jahr 1701. An der Westseite des Langhauses befindet sich die 1771 erneuerte Doppelempore. An das Langhaus schließt sich der eingezogene, breite Chor mit dreiseitigem Schluss an. Im Chor befindet sich eine Stichkappentonne über Pilastergliederung. Thomas Natter erbaute den Chor im Jahr 1695. Der Kirchturm befindet sich an der Westseite des Langhauses. Rundbogenfriese befinden sich sowohl unter der Traufe am Langhaus wie auch am quadratischen Unterbau des Kirchturmes. Eine Tonfigur eines bärtigen Mannes befindet sich an der Südwestecke. Das ehemalige Beinhaus schließt sich an der Nordseite an.

## Ausstattung

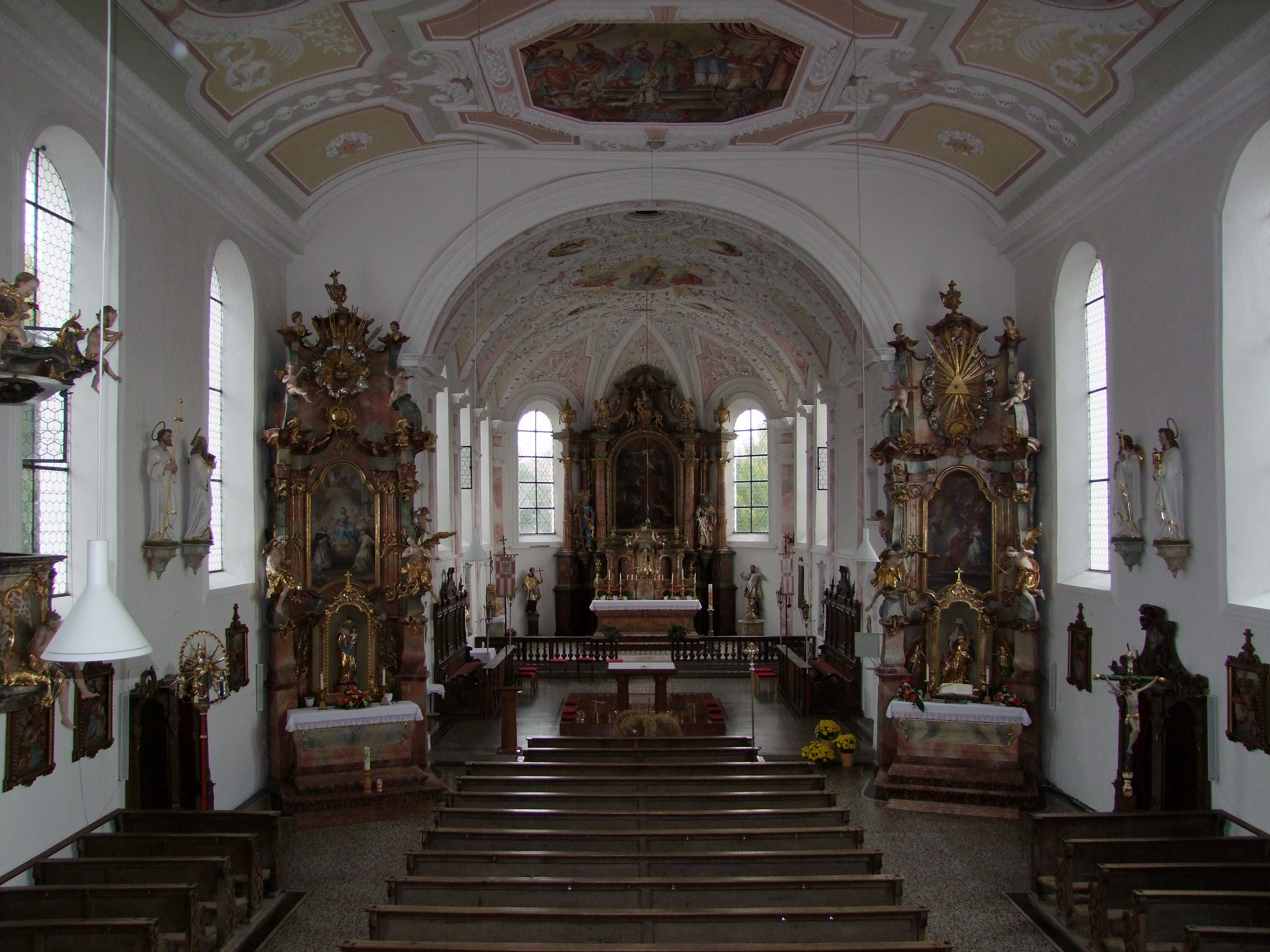
Innenansicht von St. Martin

### Altäre
Clemens Wilhelm schuf 1797 den Hochaltar in klassizistischem Stil. Das Altarbild von 1665 entstammt dem vorherigen Hochaltar. Geschaffen wurde es in Augsburg und zeigt den hl. Martin als Bischof in der Glorie und die Mantelteilung. Umgeben ist das Altarbild von vier Säulen. Die Holzfiguren der Apostelfürsten, wie auch die Muttergottes im Auszug des Hochaltares wurden vom Vorgängerhochaltar übernommen. Der neuklassizistische Tabernakel wurde um 1900 geschaffen.
Die Seitenaltäre stammen von Dominikus Bergmüller. Beide Seitenaltäre sind mit Rocaillen verziert. Der linke Seitenaltar wurde 1754 errichtet. Das Altarbild zeigt die Rosenkranzspende an den hl. Dominikus und die hl. Katharina von Siena. Es stammt aus dem Jahr 1755 von Franz Seraph Kirzinger. Das Altarbild des 1760 aufgestellten rechten Seitenaltares zeigt den hl. Joachim mit Immaculata als Kind. Das Gemälde stammt aus dem Jahr 1763 und wurde von Franz Martin Kuen geschaffen. Johann Michael Hegenauer werden die Engelsfiguren und die hl. Anna selbdritt am rechten Seitenaltar zugeschrieben.

### Kanzel
Die Kanzel wurde 1773 von Benedikt Schuhbauer geschaffen. Der Kanzelkorb befindet sich über einem mit Voluten besetzten Schweifkegel. Am Kanzelkorb befinden sich Figuren von Noah, Johannes dem Täufer und Davids. Die Figuren stammen vermutlich von Johann Michael Hegenauer.

### Stuck
Der Stuck im Langhaus wurde 1701 von Michael Stiller nach Entwürfen Johann Mercks geschaffen. Der Stuck an den Brüstungen der Empore von 1771 stammt von Pontian Hoiß.

### Fresken

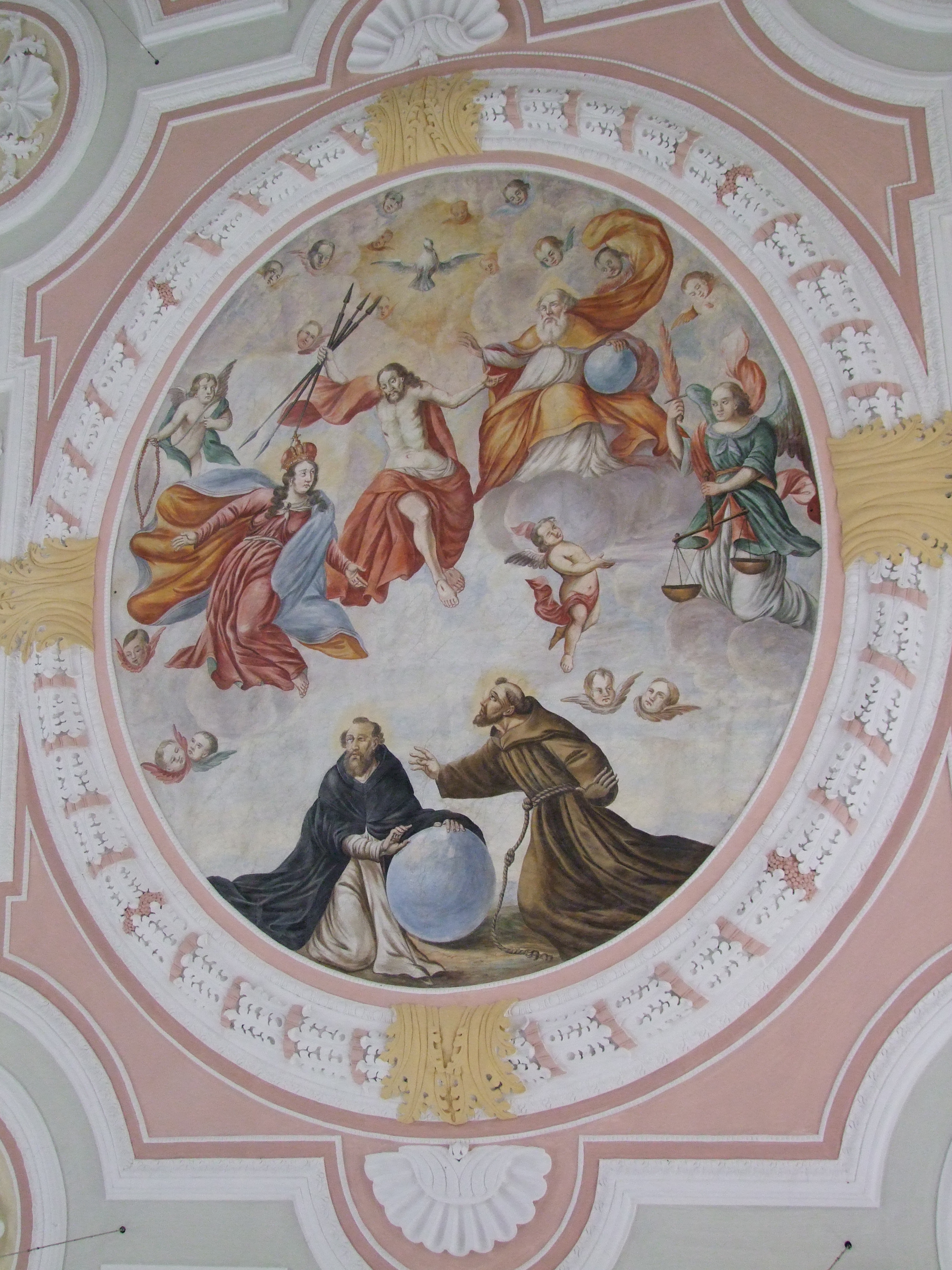
Fresko im Langhaus

Sowohl im Chor wie im Langhaus befinden sich Fresken von Michael Niggl aus dem Jahr 1701. Im Chor wird die Ecclesia zwischen Petrus und Paulus gezeigt. Die Deckenfresken im Langhaus zeigen die Hl. Sippe, Maria mit Michael, Dominikus und Franziskus sowie Nikolaus und Florian. In den Medaillons sind Putten mit Rosenkränzen zu sehen. Jakob Fröschle schuf 1771 die Gemälde an der Emporenbrüstung. An der unteren Emporenbrüstung sind folgende Darstellungen zu finden: die Muttergottes erscheint dem hl. Dominikus, der hl. Johann Capistran verteilt Rosenkränze an Soldaten, Christi erscheint bei einer Meßfeier. Die obere Emporenbrüstung zeigt König David psallierend, die Überführung der Bundeslade, die hl. Cäcilie, der Einsturz Jerichos, David mit dem Haupt Goliaths.

### Sonstige Ausstattung
Die Beichtstühl stammen aus dem Jahr 1779, das Chorgestühl aus der Zeit um 1780. Beides wurde von Benedikt Schuhbauer geschaffen. Ein verwittertes Epitaph von Ulrich von Riedheim († 1500) mit der Darstellung einer stehenden Relieffigur befindet sich im ehemaligen Beinhaus.

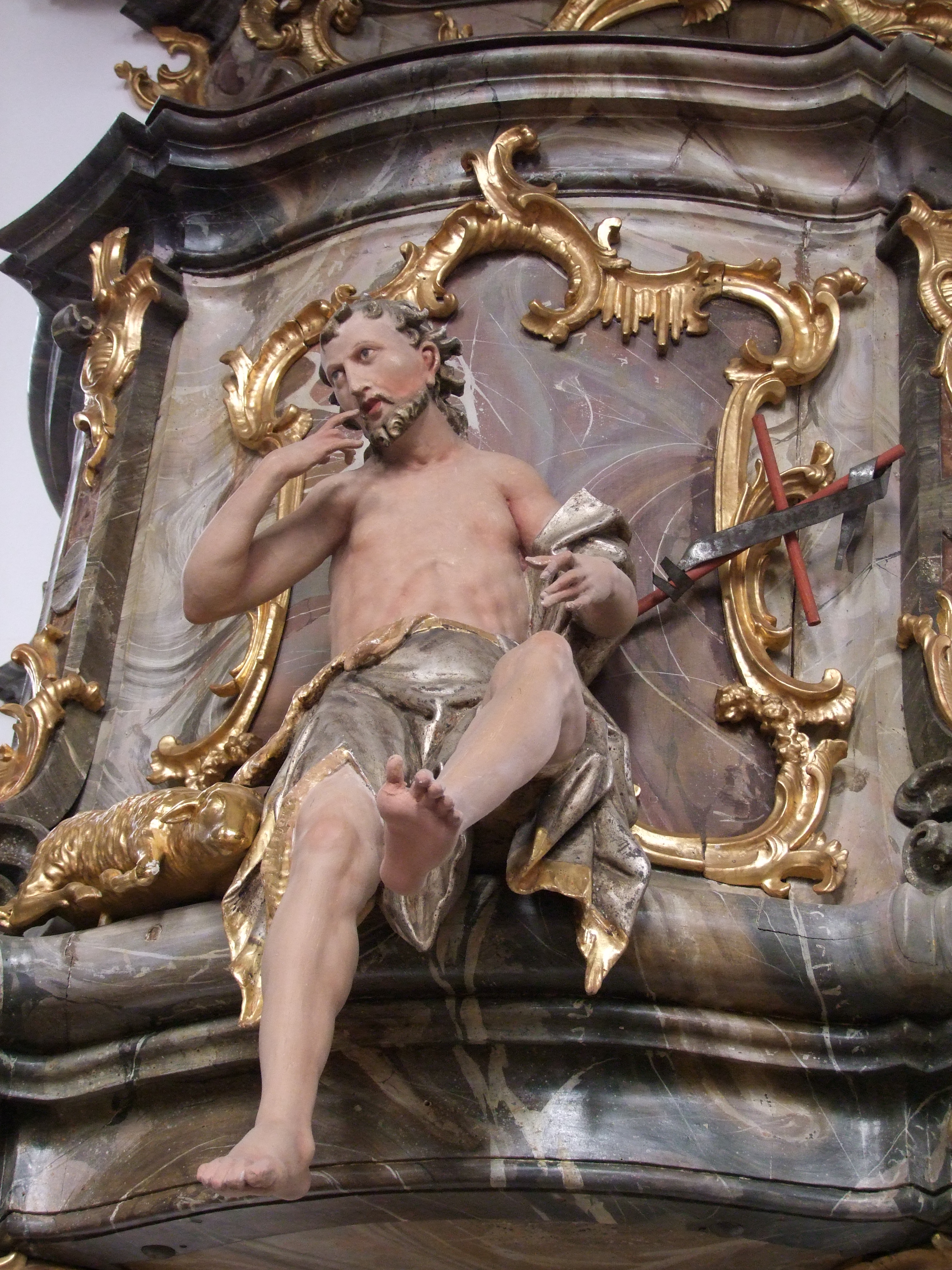
Figur Johannes des Täufers am Kanzelkorb
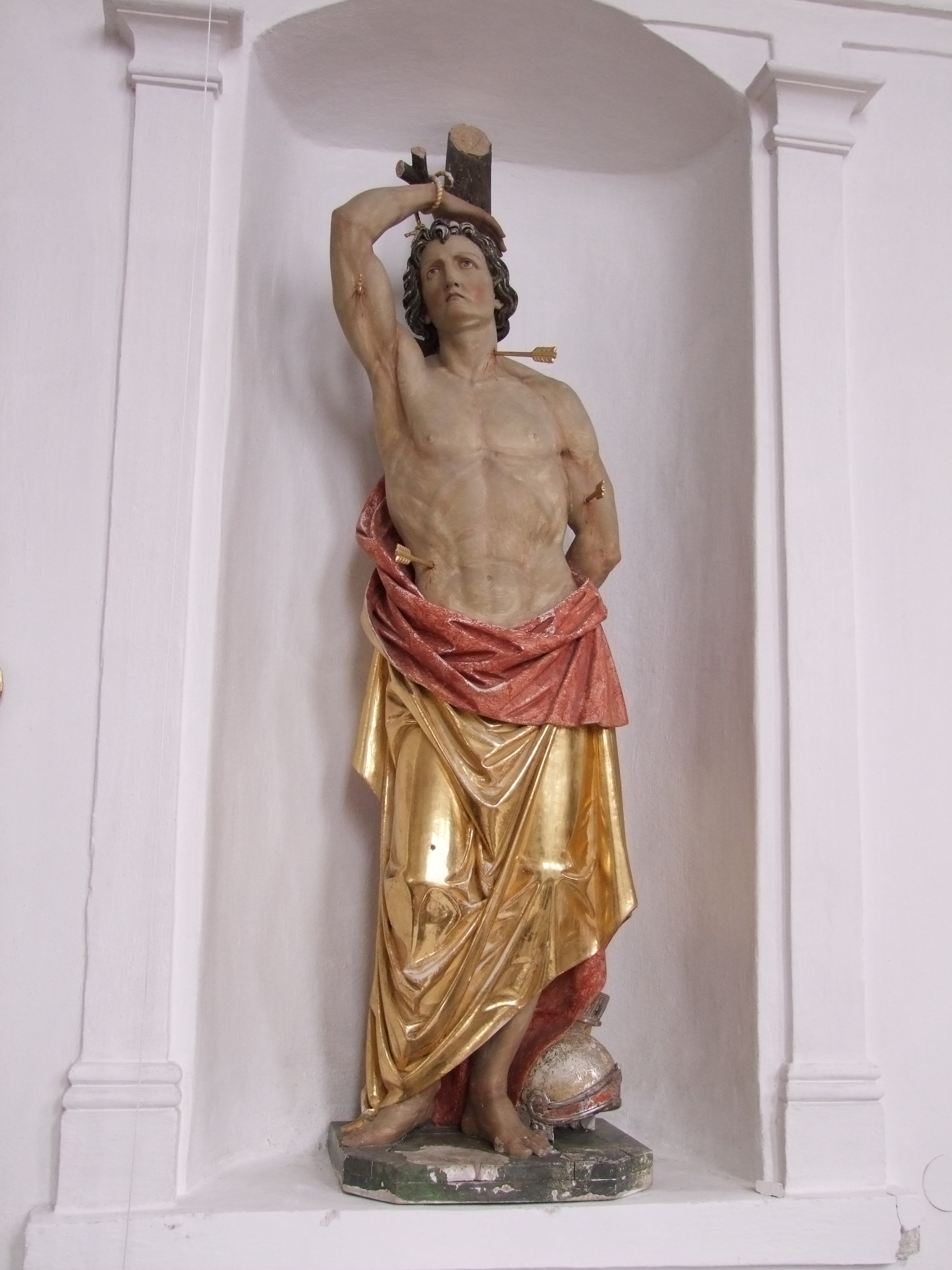
Figur des hl. Sebastian
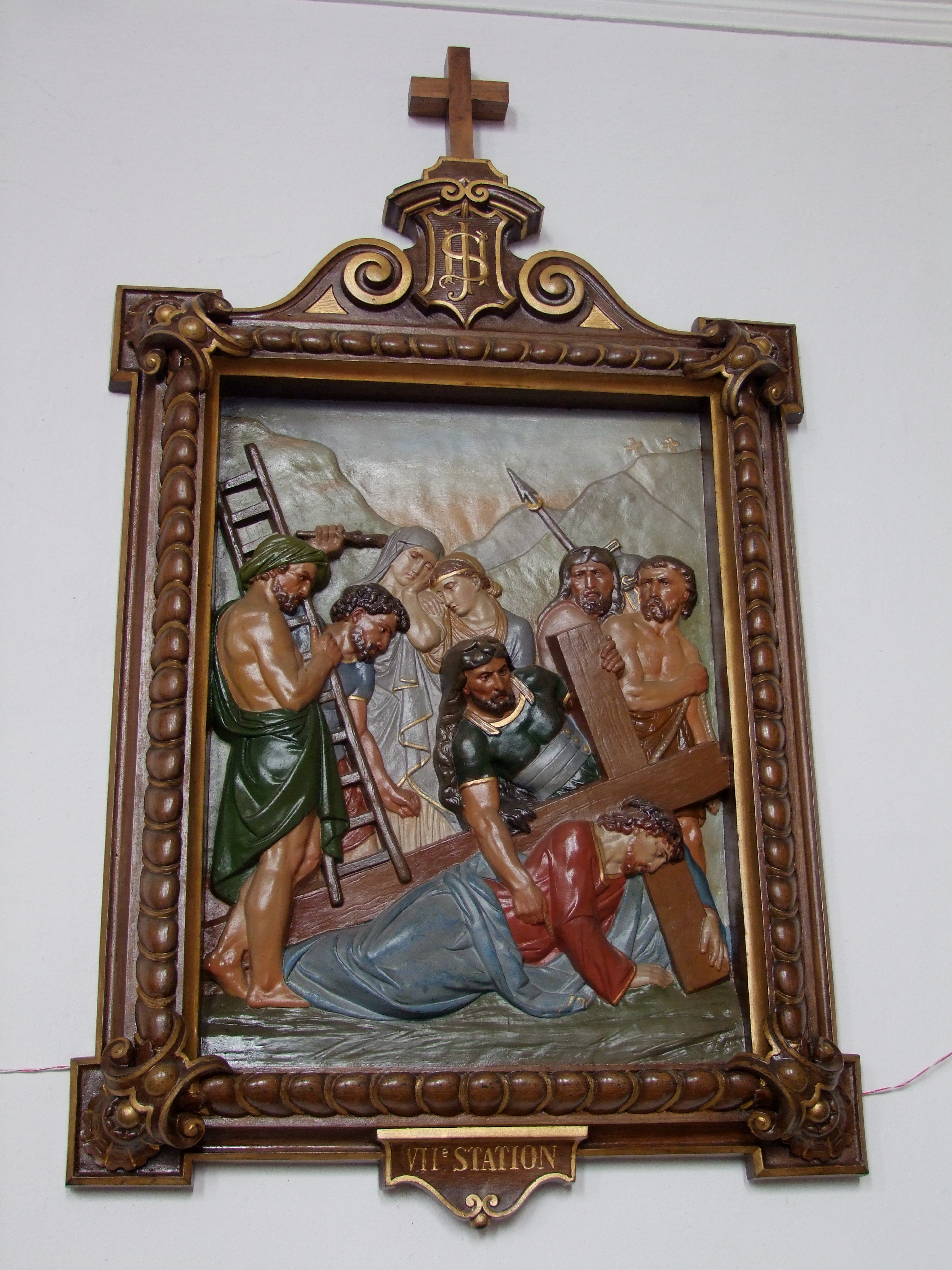
Kreuzwegstation